# Keitsor
Keitsor är en ö i Finland. Den ligger i Skärgårdshavet och i kommunen Pargas i den ekonomiska regionen  Åboland i landskapet Egentliga Finland, i den sydvästra delen av landet. Ön ligger omkring 51 kilometer sydväst om Åbo och omkring 190 kilometer väster om Helsingfors.
Öns area är 13,3 hektar och dess största längd är 0,8 kilometer i öst-västlig riktning.